# Biff Tannen
Biff Tannen es un personaje de la trilogía de películas de ciencia ficción Back to the Future. Es el principal antagonista de las dos primeras películas de la trilogía. El personaje es interpretado por Thomas F. Wilson, tanto de joven como de viejo, quien también presta su voz para la serie animada.

## Biografía
Biff Howar Tannen nació el 26 de marzo de 1937 en Hill Valley, California. Tannen fue un empresario estadounidense que, en una línea de tiempo alternativa, funda la compañía petrolera Biffco y es nombrado gobernador de Vancouver entre 1973 y 1976.
En 1985 el estado civil de Biff es desconocido, pues no hay mención de sus hijos ni de su familia. En el año 2015 Biff tiene un nieto, Griff Tannen, por lo que sugiere que Biff tenga al menos un hijo, aunque se desconoce la clase de relación que Griff tiene con su padre, o incluso si lo conoce. En la serie animada se revela que Biff tiene un hijo llamado Biff Jr.
En un borrador del guion se revela que su segundo nombre es Howard, y aparece en los créditos como Biff H. Tannen.
Su vida antes de 1955 es desconocida. Según la segunda película vivía con su abuela; a juzgar por los diálogos no tenía una buena relación con ella, ya que se dirigían al otro únicamente vociferándose entre sí, pudiéndose apreciar que Biff no la estimaba especialmente. En el juego se revela que su padre se llama Tannen.

### Back to the Future
Gracias a Marty McFly, el hijo más joven de George McFly, el Doctor Emmett Brown, al construir una máquina del tiempo y accidentalmente viajar a 1955, evita el encuentro de sus padres. Aun así Marty se las ingenia para que su padre, George, se sobrepusiera ante Biff al hacer chocar a Biff y su pandilla con un camión de estiércol. Esto causa que la madre de Marty, Lorraine, sienta un vínculo afectivo hacia él y lo invite al baile del "Encantamiento bajo el mar". De acuerdo a un plan que tenía con George, para que Lorraine saliera con él, en el que consistía en que Marty intentara sobrepasarse con Lorraine, entonces George llegaba y lo golpeaba. En lugar de George llegó Biff, éste se metió en el coche para intentar abusar de Lorraine, George llegó, pero Biff lo detuvo haciéndole una llave que le quebraría el brazo. Lorraine intentó detenerlo pero Biff la tiró al suelo, cosa que enfureció a George y mientras Biff reía lo golpeó en la cara. Y a partir de este momento se impone la superioridad de George sobre Biff.

### Back to the Future II
En 2015, Biff, de 78 años, observa accidentalmente un DeLorean volador y descubre que el doctor Emmett Brown había inventado una máquina para viajar en el tiempo. Biff también descubre un Almanaque Deportivo que el Doc había descartado previamente, y aprovecha para robar la máquina del tiempo y viaja a 1955 para darle el almanaque a su yo más joven. Sin embargo, cuando regresa a 2015, Biff es borrado de la existencia, ya que posiblemente falleció en la nueva línea de tiempo creada por él mismo.
En el 1985 alternativo, Biff se volvió el hombre más rico y poderoso de Hill Valley, después de utilizar el almanaque que le había dado su yo mayor para apostar en los resultados de los eventos deportivos. El 15 de marzo de 1973, Biff disparó y asesino a George McFly, y luego en ese mismo año, se casó con Lorraine. Sin embargo, convirtió su vida en un infierno al tratarla mal a ella y a sus hijos. Incluso tuvo a sus amigos (Match, Skinhead y 3-D) como sus guardaespaldas. Sin embargo, esta versión del tiempo fue posteriormente borrada cuando Marty y Doc viajaron a 1955 y obtuvieron el almanaque de Biff antes de que pudiera usarlo. Cuando Marty regresa por segunda vez a 1985, todo vuelve a ser como era al final de la primera película, donde Biff trabajaba para George.